# کارخانه فولاد

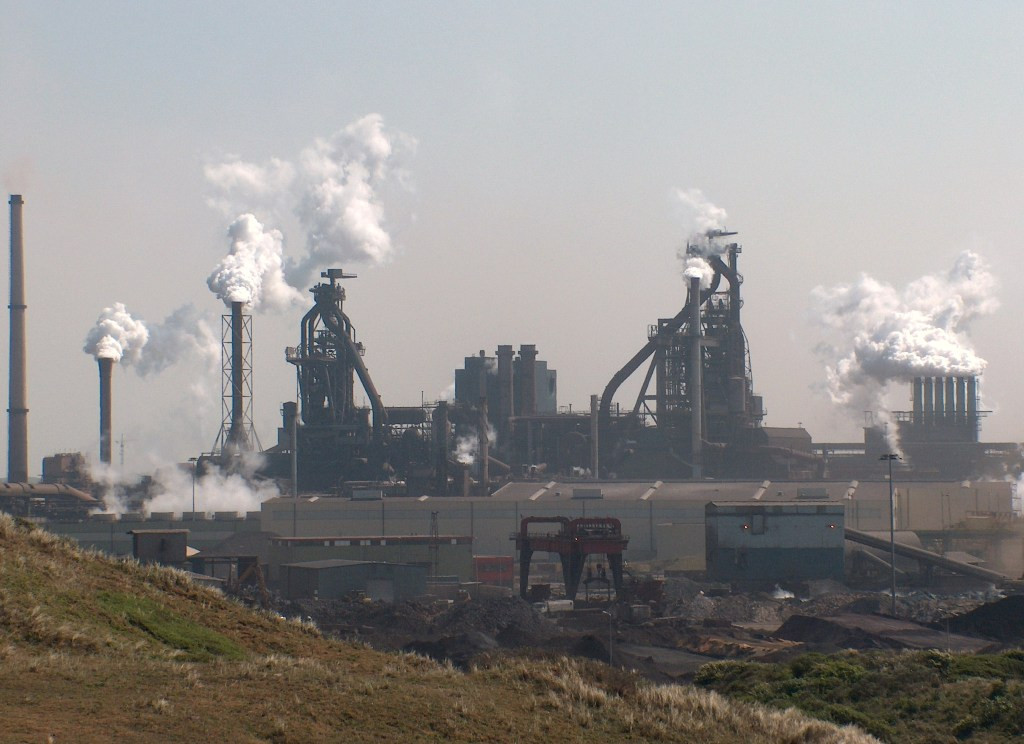
یک مجتمع فولاد در هلند. دو برج بزرگ، کوره بلند هستند.

کارخانه فولاد یک کارخانه صنعتی برای تولید فولاد است. کارخانجات فولاد ممکن است به صورت یکپارچه تمامی مراحل تولید فولاد، از استخراج سنگ‌آهن از معدن تا نورد محصول پایانی را انجام دهد، همچنین ممکن است هر یک از فرایندهای تولید محصولات نیمه‌ساخته ریخته‌گری شامل شمش، اسلب، ورق و محصولات فولادی، هر یک در یک کارخانه مجزا از آهن چدن یا ضایعات، ساخته شود.

## تاریخچه
از زمان ابداع فرایند بسمر، کارخانه‌های فولاد بر مبنای فرایندهای غال‌گذاری (پولادژ) و کوره ذوب جایگزین آهنگری‌ها شدند. فرایندهای جدید تولید فولاد پس‌از آن به‌تدریج پدیدار گشتند: تولید فولاد از ذوب قراضه در یک کوره قوس الکتریکی و جدیدتر از آن با روش احیای مستقیم آهن.
در پایان سده نوزدهم و آغاز سده بیستم میلادی بزرگترین کارخانه فولاد جهان در باوو-این-فورنس، انگلستان قرار داشت. اکنون بزرگترین کارخانه فولاد جهان یکی از کارخانه‌های شرکت پوسکو است که در گوانگیانگ، کره جنوبی قرار دارد.

## مجتمع‌های فولاد
یک مجتمع فولاد همهٔ فرایندهای زیر را برای تولید فولاد انجام می‌دهد:
- تولید آهن (تبدیل سنگ معدن به آهن مایع)
- تولید فولاد (تبدیل آهن چدن به فولاد مایع)
- ریخته‌گری (انجماد فولاد مایع)
- نورد کردن (کاهش اندازهٔ قطعات)
- نورد محصول (شکل‌دهی پایانی)

مواد خام اساسی برای یک مجتمع، سنگ‌آهن، سنگ‌آهک و زغال‌سنگ (یا کُک) هستند. این مواد در دسته‌هایی در یک کوره بلند (جایی که ترکیبات آهن موجود در سنگ‌آهن اکسیژن اضافی را آزاد کرده و به آهن مایع تبدیل می‌شوند) پر می‌شوند. در فاصلهٔ چند ساعت، آهن مایع انباشته‌شده از کوره بلند به‌صورت آهن‌چدن یا دیگر اشکال جهت تولید فولاد جاری می‌گردد. از منظر تاریخی، فرایند بسمر یک پیشرفت مهم در تولید فولاد به گونهٔ تجاری بود که البته اکنون این فرایند با فرایندهای دیگری مانند روش اکسیژنِ بازی جایگزین شده‌است.
فولاد گداخته در داخل قالب‌های بزرگی ریخته می‌شود. در هنگام فرایند ریخته‌گری، روش‌های مختلفی استفاده می‌شود مانند افزودن آلومینیوم که سبب می‌شود ناخالصی‌های موجود در فولاد بر روی سطح شناور شوند تا عوامل بتوانند آنان را جدا کنند.
به دلیل هزینه‌های انرژی و فشار ساختاری مرتبط با گرم و سرد کردن یک کورهٔ بلند، معمولاً تجهیزات اصلی تولید فولاد به گونهٔ مداوم در طی چندین سال فعالیت خواهند کرد. حتی در دوره‌های با تقاضای اندک فولاد، امکان اجازه دادن به کوره بلند جهت سردشدن وجود ندارد گرچه انجام برخی تنظیمات در نرخ تولید ممکن می‌باشد.
مجتمع‌های فولاد، تأسیسات بزرگی هستند که معمولاً تنها در صورتی اقتصادی می‌باشند که با ظرفیت ۲٬۰۰۰٬۰۰۰ تن یا بالاتر از آن فعالیت کنند. محصولات پایانی‌ای که توسط یک مجتمع فولاد تولید می‌شوند عموماً مقطعات بزرگ، صفحات سنگین، نوارهای فولادی، مفتول‌ها، ریل‌های راه‌آهن و گاهی محصولات فولادی طویل مانند فولاد ساختاری (ساختمانی) و لوله‌های فلزی هستند.
یک آلودگی محیطی مهم مرتبط با مجتمع‌های فولاد، آلودگی‌های ایجاد شده در تولید کُک است که خود یک محصول میانی و ضروری در فرایند احیای سنگ‌آهن در کوره‌های بلند می‌باشد.
مجتمع‌های فولاد ممکن است برخی فرایندهای فولادی خود را به واحدهای کوچک بسپارند.

## تجهیزات
از منظر جزئیات در تولید فولاد از آهن مایع از تجهیزات زیر استفاده می‌شود:
- گوگرد زدای دودکش (حذف گوگرد از مواد مذاب در کوره بلند)
- پاتیل ریخته‌گری (ریختن در قالب)
- سطل‌ها (ریختن مواد مذاب در قالب)
- قالب‌های اکسیژن (تبدیل ماده مذاب به فولاد)
- پاتیل فولاد (دربردارندهٔ فولاد برای متالورژی در پاتیل و ادامهٔ ریخته‌گری)
- دستگیرهٔ واژگون‌کننده پاتیل (نگهداری پاتیل‌ها)
- متالورژی در پاتیل
- ریخته‌گری پیوسته (سردکردن فلز با آب جهت انجماد)
- جرثقیل هوایی فولاد (لازم برای جابجایی پاتیل)

اگر فولاد با مواد گداخته بازیافتی به‌دست آید، تجهیزات گوگردزدایی و کربن‌زدایی با یک کورهٔ قوس الکتریکی جایگزین می‌شود که فولاد مایع را در پاتیل‌های فولاد می‌ریزد.
برخی آلیاژها برای انجماد به‌وسیلهٔ ریخته‌گری پیوسته ناسازگار و نامناسب هستند.

## مواد دریافتی
مواد اصلی مورد استفاده توسط یک کارخانه فولاد به شرح زیر است:
- آهن چدن و اکسیژن (اگر کارخانه، بر مبنای فرایند اکسیژن کار کند)
- آهن قراضه
- آهک
- عناصر آلیاژ (لزوماً آلیاژ آهنی)
- مواد نسوز

## تبدیل
وظیفهٔ ضروری تبدیل، سوزاندن کربن موجود در گداخته برای رسیدن به آهن مایع است. اما یک توالی واکنش‌های شیمیایی در درون راکتور روی می‌دهد:
- سوختن سیلیسیم محلول در گداخته. این سوختن نخستین واکنش شیمیایی است که در تبدیل ایجاد می‌شود. ویژگی این واکنش این است که یک آرایش زردرنگ تولید می‌کند.
- سوختن کربن محلول در گداخته. این پس از فرایند سیلیسیم اتفاق می‌افتد. این واکنش مدت زیادی طول می‌کشد (حدود ۲۰ دقیقه، برخلاف سیلیسیم که ۵ دقیقه طول می‌کشد).
- حذف فسفر از سنگ‌معدن. مانند گوگرد و دیگر عناصر شکننده، فرایند واکنش با آهک درون مبدل (کنورتر) انجام می‌شود که باعث تشکیل فسفر پنتااکسید شده و فسفر را از مایع مذاب جدا کرده و حذف می‌کند. این واکنش فسفرزدایی در پایان مرحله دمیدن اتفاق می‌افتد که برای پالایش آهن مذاب لازم بوده و همزمان با سوختن منگنز انجام می‌شود.

فسفر و منگنز از سنگ‌آهن منشأ می‌گیرند. رهاسازی فسفر معدنی از اهمیت واکنش فسفرزدایی کاسته است.

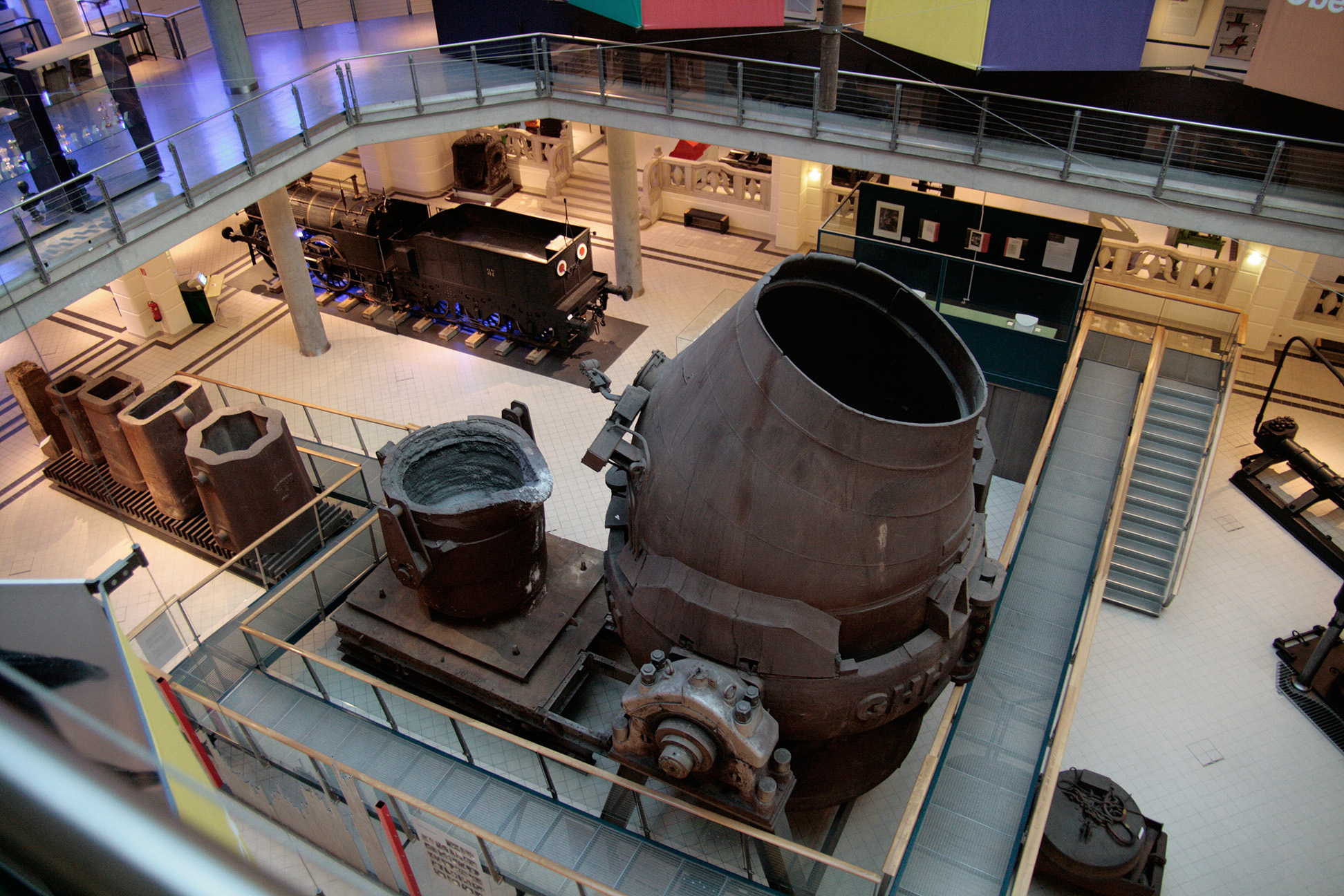
مبدل اکسیژن در موزه فنون وین، اتریش

### مبدل اکسیژن
دو واکنش سوختن اول که درون یک مبدل اتفاق می‌افتند، واکنش‌های بسیار گرماده‌ای هستند. از دید تاریخی بر پایه فرایند بسمر و توماس، اکسیژن از هوای دمیده‌شده به‌دست می‌آمد. همچنین حجم بالایی از ازت که همانند اکسیژن دمیده می‌شد فولاد را خنک می‌کرد.
برای جلوگیری از زیان‌های ناشی از ورود ازت، مبدل اکسیژن خالص در دهه ۱۹۷۰ توسعه یافت. افزودن آهن قراضه به‌عنوان عامل سردکننده برای گرمای احتراق ناشی از سیلیسیم و کربن استفاده می‌گردد. قراضه ارزان، که می‌تواند یک‌چهارم بار مبدل را پر کند، هزینه پایانی تولید فولاد را کاهش می‌دهد. این نوآوری کوره بازتابشی را به‌وجود آورد که توسط پیر امیل مارتین و کارل ویلهلم زیمنس اختراع گشت. 

### کوره الکتریکی

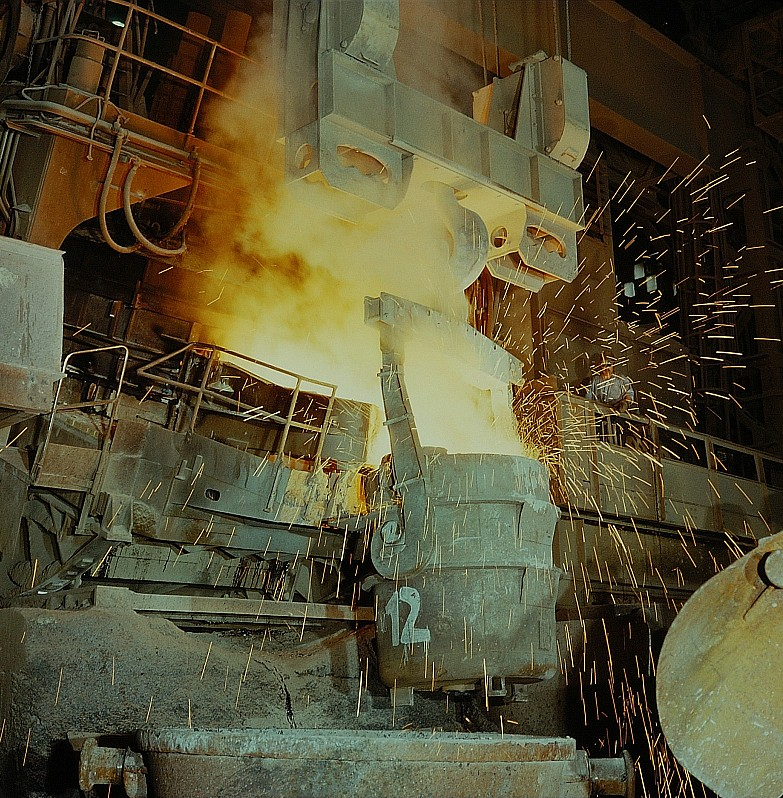
پرکردن یک پاتیل با تکان‌دادن پایین یک کوره قوس الکتریکی

در دهه ۱۹۶۰، تولید فولاد از قراضه ذوب‌شده در یک کوره قوس الکتریکی به‌عنوان یک الگوی فناوری تجاری توسط شرکت نیوکور در ایالات متحده پیشنهاد شد. یک محفظه که با آجرهای نسوز پوشانده شده و با قراضه‌ها پر می‌گردد تا با یک قوس الکتریکی قوی ذوب شوند.

#### فواید
- مواد خام شامل قراضه، توسط مگنت بازیابی می‌شوند که قابل مقایسه با سنگ‌آهن و کُک است؛
- این روش نیازی به کوره بلند و هزینه‌های گزاف وابسته به از این دست روش‌ها ندارد (تجدید نسوزها هر پانزده سال یکبار صد میلیون یورو هزینه و سه ماه زمان می‌برد)؛
- یک کوره قوس الکتریکی بسیار انعطاف‌پذیرتر و قدرتمندتر از یک کوره بلند است.

#### مضرات
- به‌سختی می‌توان کیفیت قراضه را مدیریت کرد به‌ویژه با توجه به آلودگی مس (عامل تضعیف‌کننده‌ای که از الکتروموتورهای ناشناس سرچشمه می‌گیرد).
- قیمت قراضه بسیار نوسان دارد.
- هزینه قراضه تا حد بسیاری به سطح توسعه‌یافتگی و تجهیزات مناطق اطراف بستگی دارد. حتی در اروپا نیز، یافتن بیش از یک میلیون تن قراضه در سال مشکل است.